# Janus (mythologie)
Janus (Latijn: Ianus) behoort tot de oudste van de Romeinse goden. Hij werd geassocieerd met de Etruskische godheid Culsans, die net als Janus de god van de doorgangen en het begin is en op eenzelfde wijze wordt afgebeeld, maar hij heeft geen Grieks equivalent.

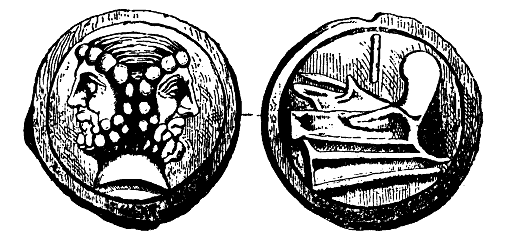
Afbeelding van een munt in het Nordisk familjebok, een encyclopedie

In de Romeinse mythologie was Janus de god van het begin en het einde, van het openen en het sluiten. De deur (ianua) droeg daarom zijn naam. Daarom draagt ook de maand januari zijn naam en werd hij aangeroepen aan het begin van het zaai- en oogstseizoen, alsmede bij huwelijken en geboortes. Op de eerste dag van januari vermeed men alles wat een kwade betekenis kon hebben voor de toekomst. Bovendien gaf men, om de vriendschappelijke verhouding te bevestigen, elkaar kleine geschenken. In de latere tijden van de republiek aanvaardden ook de consuls hun ambt op de eerste dag van januari.
Als god van poorten werd Janus ook gezien als de god die de hemelpoort opende of sloot. Bij alle offers en gebeden werd hij het eerst, zelfs vóór Jupiter, genoemd, omdat zonder hem de hemelpoort gesloten zou blijven voor gebeden.

## Namen en afbeeldingen

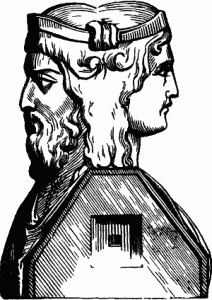
Culsans, de Etruskische Janus

Janus werd voornamelijk afgebeeld als een man met twee gezichten (Janus Bifrons) of als een tweeling (Janus Gemini). Zijn twee gezichten representeerden oorspronkelijk de zon en de maan. Als god van vruchtbaarheid en leven noemde men hem Janus Consivius; als god die de dag begon, heette hij Janus Matutinus. De naam van Pater Janus ("vader Janus") was al in de alleroudste eredienst van Janus een zeer gebruikelijke naam. Men vereerde hem zelfs als Divus Deûm, "de god der goden".

## De legende van Janus

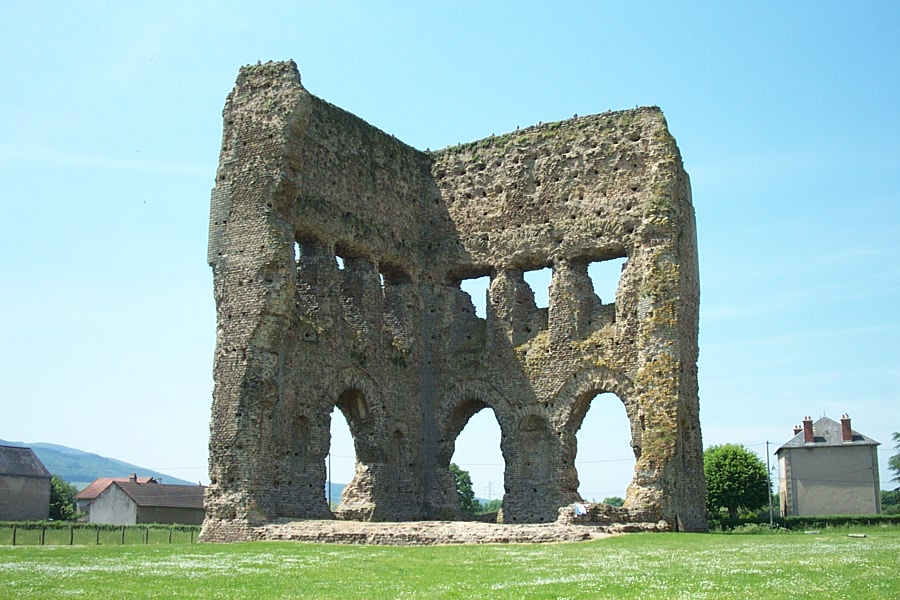
Tempel van Janus in Autun.

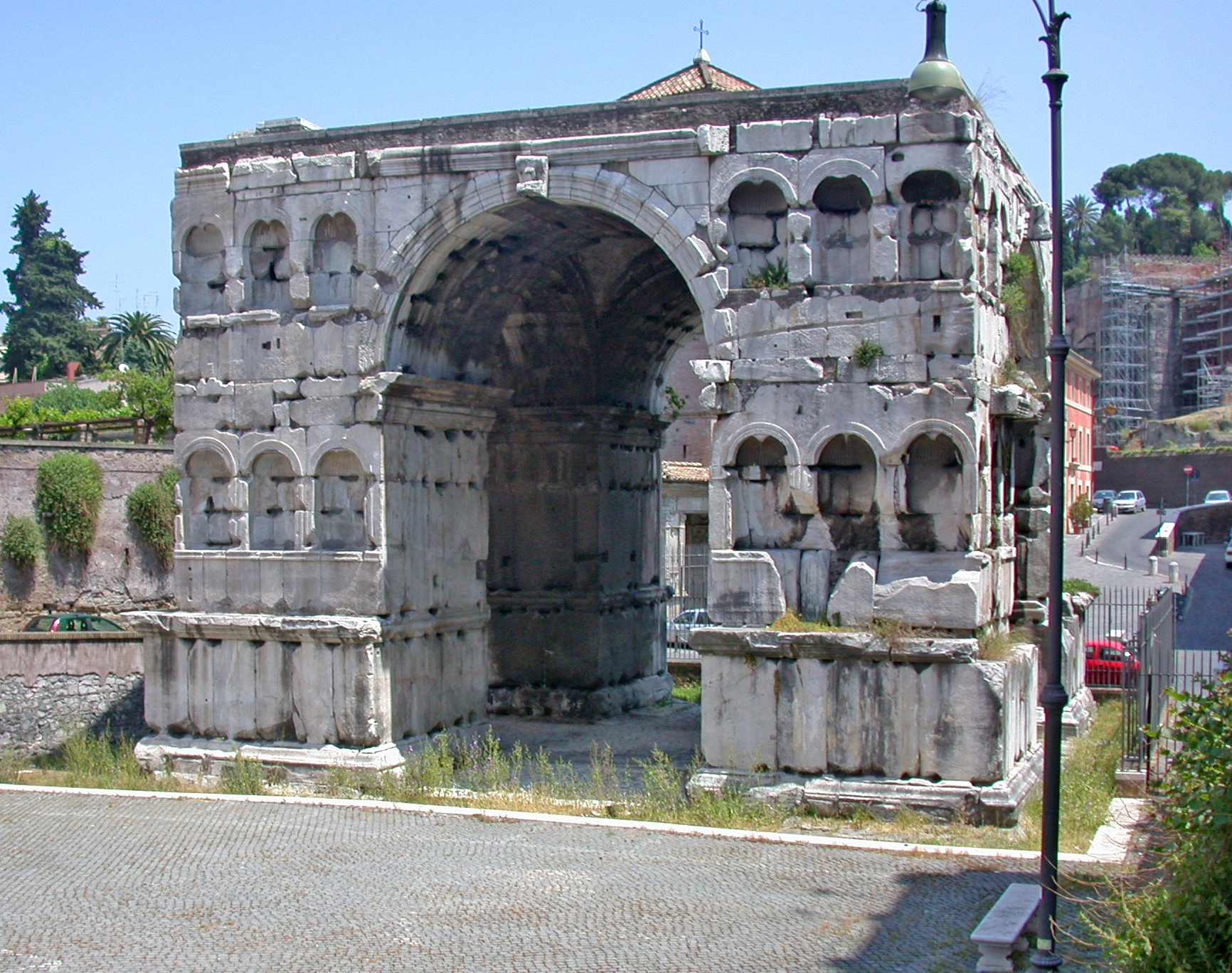
Boog van Janus op het Forum Boarium in Rome

Volgens de mythologie kwam Janus uit Thessaloniki in Griekenland, en vestigde hij zich in Latium. Zijn kinderen zijn onder andere Tiberinus en Fontus. Hij werd geacht zowel het Romeinse rechtssysteem als geld en agricultuur te hebben ingevoerd.
De legende noemt Janus als stichter van het maatschappelijke leven en van de maatschappij. Hij was het die de mensen verloste uit hun barbaarse toestand en hen bracht tot een ordelijk leven. Het verhaal gaat dat hij geregeerd heeft in de gouden eeuw, en zijn regeerperiode wordt voorgesteld als een tijdperk van geluk en van volmaakte vrede. De heuvel waarop hij zijn woning had, werd ook in latere tijd naar hem genoemd (Janiculus). Daar had hij Saturnus, toen deze op de vlucht voor Jupiter naar Italië kwam, gastvrij opgenomen. Om Janus hiervoor te straffen maakte Jupiter hem tot een god met twee gezichten.
De naam van zijn vrouw wordt verschillend opgegeven. Soms heet zij Iana, een andere naam voor Diana: de godin van de jacht. De vorm Iana is niets anders dan het vrouwelijk van Janus. Deze moet daarom ook beschouwd worden als een godheid van het licht. Andere bronnen noemen als zijn vrouw de nimf Carna of de zegen aanbrengende godin Juturna.
Het verhaal gaat dat de dienst van Janus al door de eerste koning, Romulus, was ingevoerd, toen de stad door de hulp van Janus uit groot gevaar was gered. In de oorlog met de Sabijnen drongen dezen de stad binnen door een poort die men ondanks verwoede pogingen niet had kunnen sluiten. Zij werden echter teruggedrongen door een zwavelbron, die plotseling ontstond. Romulus wijdde die bron en die poort aan Janus, wiens gunst men in deze plotselinge gebeurtenis meende te ontwaren. Zijn eredienst werd geheel geregeld door Numa, die voor hem een tempel bouwde met twee deuren en de maand Januarius naar hem noemde. De twee deuren van de tempel bleven alleen in vredestijd gesloten, maar zodra er een oorlog uitbrak werden ze geopend. - De legende gaat dat in koning Numa's tijd de tempel van Janus 43 jaar lang gesloten bleef. Na die tijd stond hij bijna altijd open. Alleen tussen de eerste en tweede Punische oorlog kon men hem sluiten en toen pas weer na de Slag bij Actium (31 v.Chr.). Gaius Julius Caesar Octavianus (Augustus) had nog tweemaal het voorrecht de tempel van Janus te sluiten, de laatste keer in het geboortejaar van Christus. Ook onder Nero werden de deuren van de Janustempel gesloten. Deze tempel werd dus na de regering van koning Numa 5 keren gesloten. Het openen en sluiten van de deuren van de Janustempel geschiedde op plechtige wijze door de consul.